# 奧杜邦帕克 (新澤西州)
奧杜邦帕克（英語：Audubon Park）是位於美國新澤西州康登縣的自治市鎮。

## 人口
根據2020年美國人口普查的數據，奧杜邦帕克的面積為0.44平方千米，當中陸地面積為0.39平方千米，而水域面積為0.05平方千米。當地共有人口991人，而人口密度為每平方千米2,252人。